# Comando de Operações Táticas
O Comando de Operações Táticas (COT) é a principal unidade tática de elite do Departamento de Polícia Federal do Brasil. O grupo foi idealizado com o objetivo de promover amplo amparo policial no âmbito federal, oferecendo respostas rápidas e eficazes a atentados e incidentes contra a vida e segurança dos brasileiros.

## História
A ideia de se criar um grupo de operações especiais dentro do Departamento de Polícia Federal surgiu em 1983, quando uma Comissão Parlamentar Mista de Inquérito responsável por apurar atos de terrorismo recomendou ao Ministério da Justiça o destacamento de um grupo de policiais para especialização em contraterrorismo. O temor, na época, era com incidentes envolvendo sequestro de aeronaves e ameaças de bomba, influenciados pelos atentados à embaixada estadunidense e aos quartéis em Beirute ocorridos naquele ano.
Em 1984 foram feitos estudos de viabilidade sob o comando do delegado Raimundo Cardoso da Costa Mariz, então Coordenador Central de Polícia — cargo correspondente ao atual Diretor Geral, e foi dado início à implantação do grupo especial segundo o plano inicial elaborado pelo agente federal Evandro Carnaval Barroso, com base no GSG 9, o grupo contraterrorista da Bundespolizei. Em 1987 foi formada a primeira equipe do Comando de Operações Táticas, composta de vinte agentes, um delegado e um escrivão. Ainda sem sede, instalou-se numa sala da Delegacia de Polícia Fazendária, no edifício sede da Polícia Federal, em Brasília.
O brasão do COT foi também elaborado pelo agente Evandro. O desenho da águia foi transposto de uma imagem encontrada em uma caixa de munições, juntando-se a ela um fuzil Colt M16. A águia foi escolhida como símbolo por ser capaz de enfrentar tempestades para caçar.
Em 1988 foi elaborada a primeira planta baixa da sede do COT, sob o comando do agente Nolsen Brito da Silva. A sede foi construída ao lado da Superintendência da Polícia Federal em Brasília, e tem cerca de 40 000 m², contando com toda a infraestrutura para os treinamentos.
Somente em 1990 o COT passou a integrar o organograma oficial do Departamento de Polícia Federal, sob a chefia do delegado Carlos Bernardes.

## Atividades

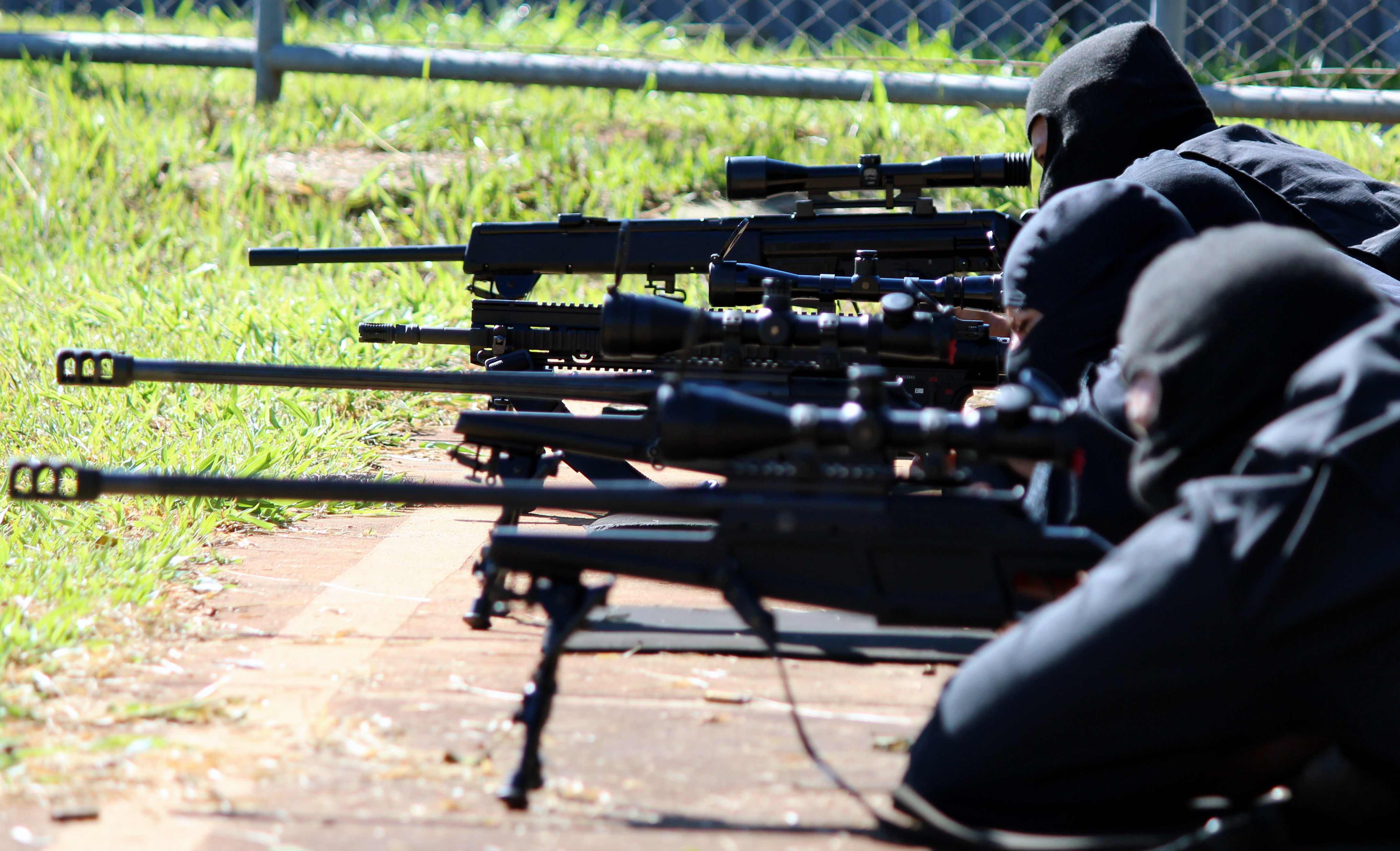
Atiradores de precisão do COT.

O Comando de Operações Táticas é considerado uma unidade de elite da Polícia Federal, sendo responsável pelas intervenções de alto risco e/ou complexidade que exijam preparo além do convencional das forças policiais. Todos os policiais do COT somente são empregados em situações de alto ou altíssimo risco, diferenciando-se dos policiais federais não especializados.
Com o passar dos anos, o COT adaptou e evoluiu seu programa de treinamento com base na realidade brasileira; além dos treinamentos comuns às unidades de operações especiais de outras polícias do mundo, o COT possui treinamento específico para atuar em operações contra o tráfico de drogas, o terrorismo e em biomas típicos do território brasileiro, como floresta tropical, caatinga, pantanal e cerrado. O COT é também o responsável por resoluções de casos de sequestro de aeronaves civis dentro do Brasil, com ou sem reféns.
O COT executa, em média, 110 operações por ano em todo o Brasil, distribuídas entre subequipes. No intervalo de tempo em que não estão executando uma operação, os membros do COT estão em treinamento ininterrupto na base em Brasília, ficando à disposição e podendo ser acionados para uma operação a qualquer momento.
Desde sua criação, o COT nunca teve um policial morto em combate nem nenhum caso de corrupção entre policiais membros de sua equipe.

## Seleção

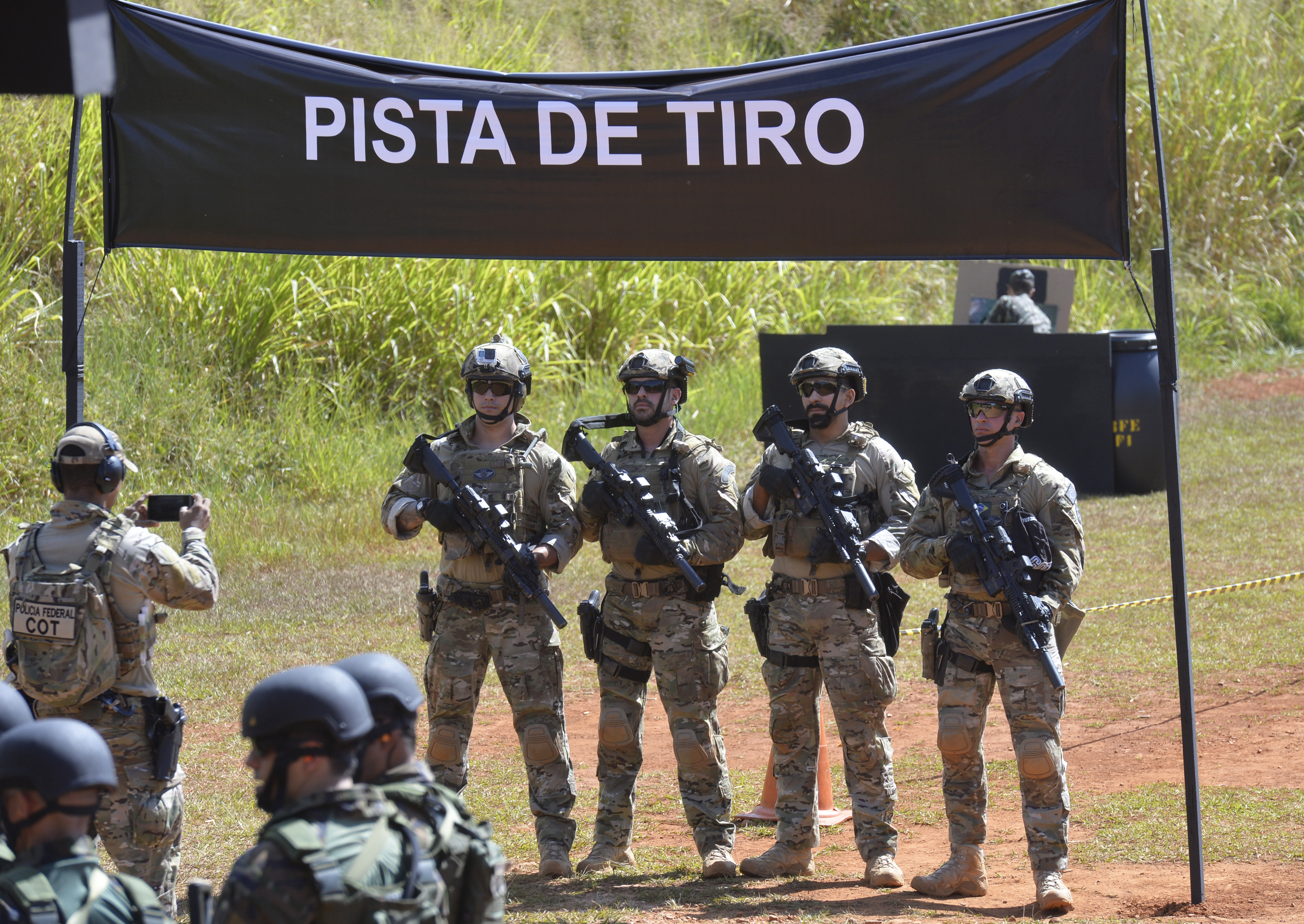
Membros do COT em exercício de enfrentamento ao terrorismo, em 2016.

Policiais federais se alistam para entrar no COT voluntariamente — não há obrigatoriedade ou qualquer recrutamento. A seleção é rigorosa e exige alto condicionamento físico e mental, avaliados por uma série de testes preliminares, nos quais cerca de 60% dos candidatos são eliminados. Depois desta primeira fase, os candidatos passam por um treinamento de mais de um ano até o exame final, após o quê são finalmente admitidos como membros do COT, imediatamente dando início ao treinamento junto com o resto da equipe e estando sujeitos a um estágio probatório, onde serão avaliados sua convivência com o grupo, presteza nas ações tático-policiais e desempenho nos treinamentos ministrados.
Dentro do COT, além da variedade de formações acadêmicas advinda do próprio concurso público de admissão à Polícia Federal, há a formação de especialistas em algumas áreas específicas, como CQB, operações rurais e urbanas, operações aquáticas e aéreas, explosivos, tiro de precisão, controle de distúrbios civis, inteligência e pronto-socorrismo, dentre outras. Em comum, todos os membros do COT possuem forte treinamento em tiro com armas curtas e longas, combate desarmado, sobrevivência e primeiros socorros, além de ter de serem capazes de lidar com grande pressão psicológica.

### Testes físicos
No início de 2009, os testes físicos compreendiam:[carece de fontes?]
- corrida de três quilômetros em quinze minutos;
- corrida de cem metros em quinze segundos;
- dez flexões pronadas na barra fixa;
- 35 flexões de braço (apoios) no solo;
- cinquenta abdominais "remador" em oitenta segundos;
- sustentação na barra fixa por sessenta segundos;
- subida de seis metros de corda, podendo-se usar os pés;
- duzentos metros de natação em estilo livre em cinco minutos;
- salto na água de uma plataforma de dez metros de altura;
- flutuação na água durante vinte minutos.

Os parâmetros utilizados nesses testes vêm ficando mais rígidos com o passar dos anos.[carece de fontes?]

## Equipamentos
Ao contrário da Polícia Federal regular, que usa o fuzil alemão Heckler & Koch G36, os membros do Comando de Operações Táticas usam o HK416A3 com mira holográfica EOTech ExPS-3-0, lupa G33 3x e mira multiespectral DBAL A3, além da pistola Glock G17 G5. Seu padrão de camuflagem é o MultiCam Pattern, junto com o Plate Carrier Crye AVS.